# Eurycletodes hoplurus
Eurycletodes hoplurus är en kräftdjursart som beskrevs av Smirnov 1946. Eurycletodes hoplurus ingår i släktet Eurycletodes och familjen Argestidae. Inga underarter finns listade i Catalogue of Life.